# Oxymycterus rufus
Oxymycterus rufus is een zoogdier uit de familie van de Cricetidae. De wetenschappelijke naam van de soort werd voor het eerst geldig gepubliceerd door Fischer in 1814.

## Voorkomen
De soort komt voor in het oosten van Centraal-Argentinië en Uruguay.